# Festival Atempo
El Festival Atempo Caracas-París es un evento dedicado a la música contemporánea y a las artes, que desde el año 1994 y de forma ininterrumpida, se realiza de forma anual en la ciudad de Caracas, con eventos realizados también en las ciudades de París, Berlín, Barcelona, Bogotá, Quito, Cuenca, y en las ciudades venezolanas Maracaibo, San Cristóbal, Valencia y Mérida.

## Historia
A principios de los años noventa un grupo de músicos de reconocida trayectoria internacional, integrado por Diogenes Rivas (Venezuela), Pierre Strauch (Francia) y Antonio Pileggi (Italia), basado en una experiencia iniciada en París en 1990, decidieron crear la Asociación Atempo-Caracas, con Pierre Boulez como presidente honorario, y con la finalidad de crear un espacio para la confrontación, divulgación y formación en el área de la música académica contemporánea, en concordancia con otras disciplinas artísticas y con profundas raíces en la música de todos los tiempos.

## Inicios
El viernes 8 de julio de 1994, Caracas vio nacer el milagro de un Festival que ese año tenía como único invitado al chelista y compositor Pierre Strauch, premiado en el concurso Rostropovich en la Rochelle, París.
En 1995, Atempo reunía a Benny Sluchin (Israel-Francia) y Alain Neveux (Francia); en 1996 ya contaba con el Kaleidocollage y el pianista francés Jean Pierre Armangaud. Al siguiente año, en 1997, incluía ya en su programación a los ensambles y concertistas más prestigiosos de Francia y Suiza.

## Las ediciones de Atempo
Gracias a la reputación que internacionalmente ha venido cultivando, y fundamentado en la alta calidad de su programación y de sus invitados, el Festival Atempo ha contado con el entusiasmo y el acercamiento de muchos los artistas que, desde distintas latitudes, manifiestan su interés en participar en sus ediciones.
De lo apocalíptico a lo místico, en 1994; De la exaltación contrapuntística al ars combinatoria (1995); El arte como ilusión liberadora (1996, en el centenario de Antonin Artaud); Enigma resonancia del vaticinio (1997, en el marco de los cien años del “Soberbio Orinoco” de Julio Verne); Herencia y continuidad (1998); Caos y armonía (1999); Cultura y libertad (2000); Juegos del tiempo (2001) y El decir y lo imprevisto (2002), La Intima desmesura (2003) Razón y audacia (2004) Ventura y énfasis (2005), Las Redes de la creación (2006), La alteridad de la expresión (2007), Ofrenda del Advenir (2008),Gesto y porfía (2009),  Vivencia y revelación (2010),Obligaciones de la Memoria (2011), Conciencia de lo Esencial (2012), La fuerza de la adversidad (2013), Una tarde con atempo (2014) y Persistencia del silencio (2015), y la han sido los temas y conceptos que han contribuido a formar el cuerpo de un Festival que abre un diálogo franco entre la música, la poesía, el ensayo literario, la narrativa, la danza, las artes visuales y el teatro, entre otras disciplinas.
En palabras del Maestro italiano Antonio Pileggi: «El trabajo (realizado por el Festival) está logrando resultados muy positivos para la cultura venezolana, porque no solamente gracias al Festival, Caracas se ha estado convirtiendo en un centro mundial de creación musical, sino también porque allí está naciendo una generación de valiosos jóvenes compositores venezolanos, cuya originalidad es apreciada por primera vez durante el transcurso de cada edición».

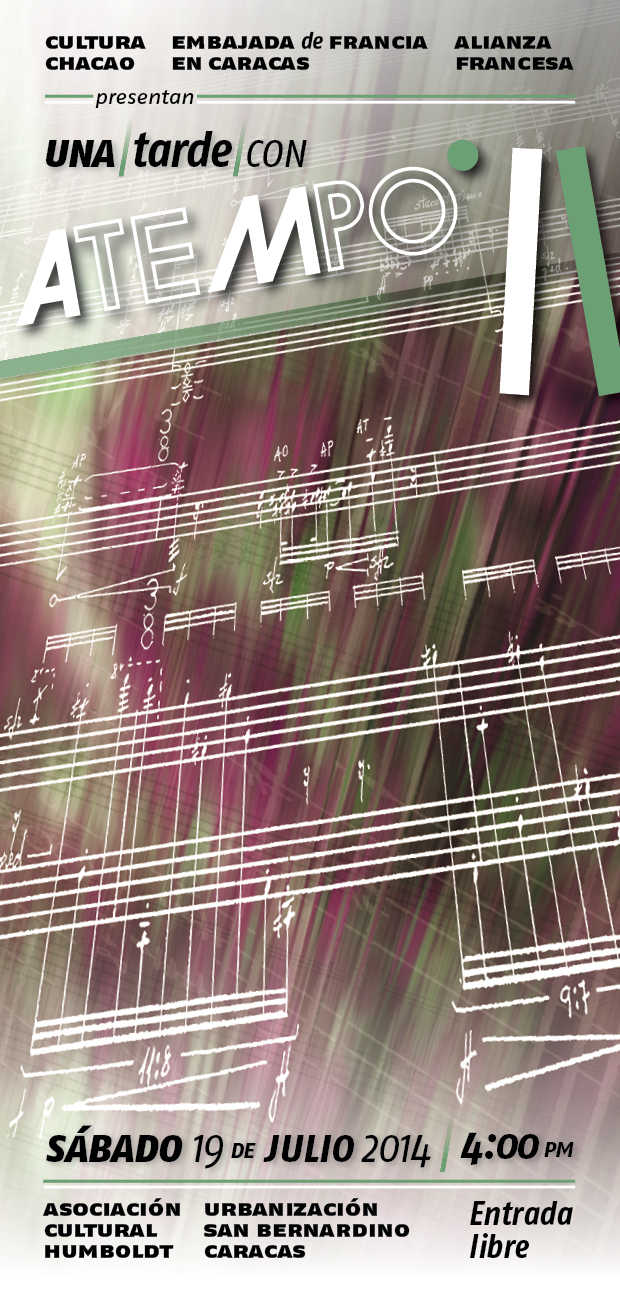
Volante promocional de Una tarde con Atempo, 2014.

## La Nuit d'Atempo en París
Desde el año 2003, Atempo se presenta en la ciudad de París en un evento denominado La Nuit d'Atempo, presentando año tras año, estrenos de compositores venezolanos y franceses.

## Recuento de obras, estrenos y actividades
El Festival Atempo ha sido escenario privilegiado de 742 obras musicales de 346 compositores diferentes; 120 estrenos mundiales de obras escritas especialmente para el Festival;  287 estrenos para Venezuela y 45 encargos, incluyendo 2 obras colectivas en 215 conciertos. También, ha sido un evento privilegiado de ofrecer 31 talleres de composición, danza, narrativa, poesía, pintura y cine; 51 clases magistrales; 33 conferencias; 1 ópera de cámara; 4 espectáculos de danza; 15 recitales de poesía; 10 intervenciones plásticas y 1 de diseño gráfico; 1 exposición de fotografía; 6 libros editados y una edición especial del libro y álbum musical titulado Los juegos del tiempo, en celebración de las 15 ediciones consecutivas del Festival.